# Montpelier (Ohio)
Montpelier è un villaggio degli Stati Uniti d'America della contea di Williams nello Stato dell'Ohio. La popolazione era di 4.072 persone al censimento del 2010.

## Geografia fisica
Montpelier è situata a 41°34′59″N 84°36′15″W (41.582981, -84.604204).
Secondo lo United States Census Bureau, ha un'area totale di 2,93 miglia quadrate (7,59 km²).

## Storia
Montpelier fu pianificata nel 1845. Il villaggio prende il nome dalla città di Montpelier, la capitale del Vermont. Un ufficio postale a Montpelier era in funzione dal 1846. Montpelier fu incorporata come villaggio nel 1875.

## Società

### Evoluzione demografica
Secondo il censimento del 2010, c'erano 4.072 persone.

### Etnie e minoranze straniere
Secondo il censimento del 2010, la composizione etnica del villaggio era formata dal 96,2% di bianchi, lo 0,1% di afroamericani, lo 0,5% di nativi americani, l'1,4% di asiatici, lo 0,4% di altre etnie, e l'1,3% di due o più etnie. Ispanici o latinos di qualunque etnia erano il 3,4% della popolazione.